# Orsuarnisaarajuttoq
Orsuarnisaarajuttoq är en sjö i Maniitsoq på Grönland.